# Sompasauna
Sompasauna és una sauna pública d'accés lliure situada a Hèlsinki que és gestionada pels mateixos usuaris.
La sauna es va inaugurar l'any 2011 sense autorització municipal però actualment l'associació disposa d'un contracte d'arrendament amb la ciutat. El seu manteniment es finança amb les quotes dels socis i amb donacions particulars. L'any 2015 va guanyar el premi Helsingin kulttuuriteko pel seu esperit comunitari.
Els primers deu anys, Sompasauna va estar situada a la costa de Kruunuvuorenselkä, a l'extrem sud de Sompasaari, però a causa del reordenament urbanístic de Nihti la sauna va haver de ser traslladada a una nova ubicació a la vora de Vanhankaupunginselä, a Hermanninranta, el juny de 2021. Tot i la nova ubicació, el nom continua essent Sompasauna. La nova sauna situada al nord de Verkkosaari es troba a uns deu minuts a peu de l'estació de metro de Kalasatama.

## Història
La sauna original va ser enderrocada el primer estiu de 2011 i també el 2013. A finals de 2013 es va fundar l'associació Sompasaunaseura, que va poder signar un contracte d'arrendament amb l'ajuntament per la parcel·la on s'ubicava la sauna. El lloguer llavors era de 400 euros anuals.

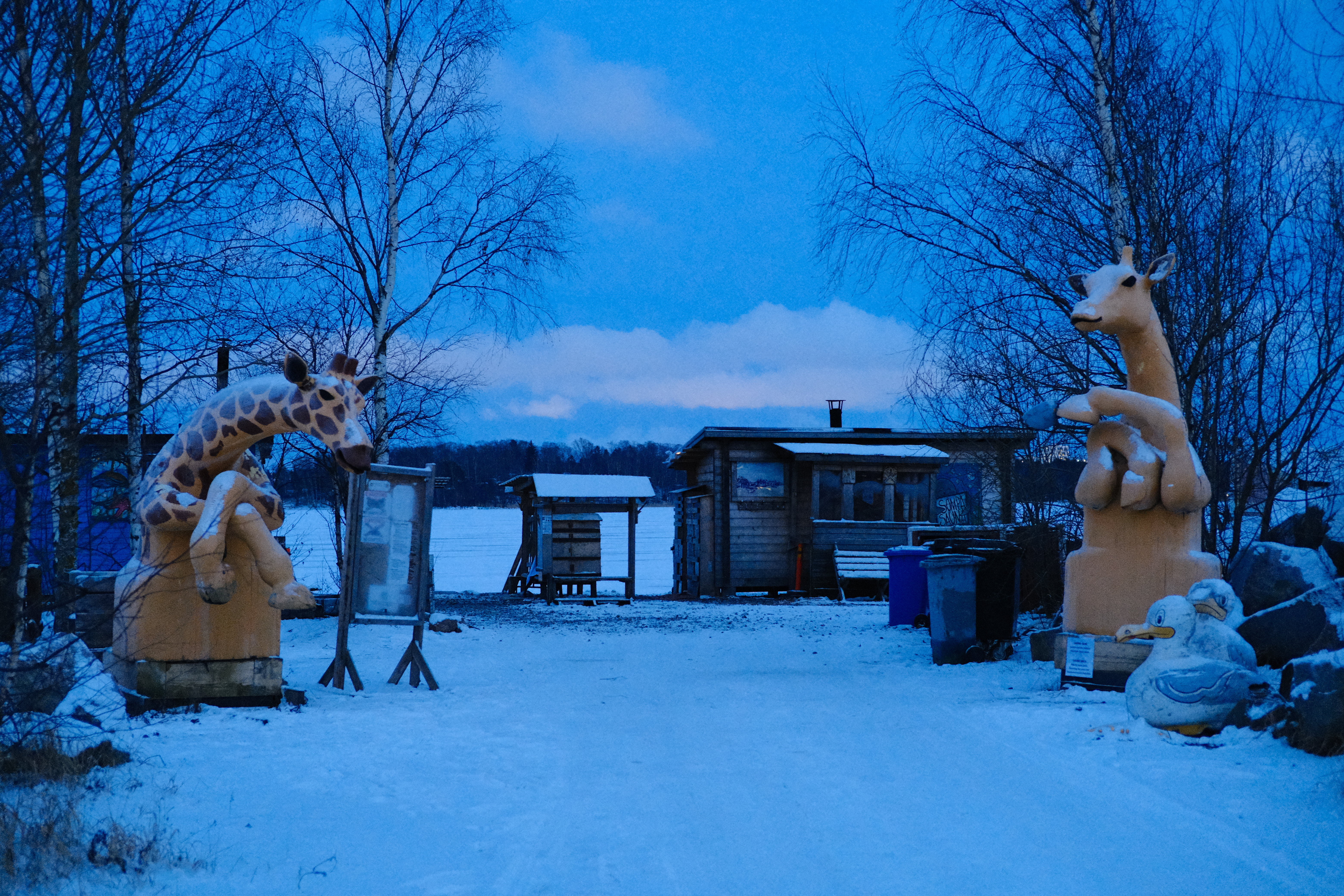
Sompasauna a Hermanninranta el desembre de 2021

Des del 2021, Sompasauna disposa de tres saunes: Temppeli, Kappeli i Kolmonen. A l'indret també hi ha escultures d'animals del Museu d'Història Natural, taquilles i un punt de recollida de llaunes i ampolles.
A Hermanninranta, el lloguer que paga l'associació a la ciutat és de 2.000 euros anuals. L'any 2024 la sauna s'haurà de desplaçar encara més al nord o a una ubicació nova, perquè, com Nihti i Kalasatama, Hermanninranta està previst que es converteixi en una àrea residencial.
Sompasauna és coneguda entre els habitants de Hèlsinki i també entre els visitants, sobretot a l'estiu. La portada de la revista Blue wings, de Finnair, dedicada a la sauna el 2017 també en va fer augmentar la popularitat.